# Bradamante
Bradamante és una heroica cavallera cristiana fictícia, present en dos poemes èpics del Renaixement: Orland enamorat (1483) de Matteo Maria Boiardo i, principalment, Orland furiós (1516) de Ludovico Ariosto. Els poemes, elaborats a partir de les llegendes de Carlemany, cançons de gesta i motius recurrents en la Matèria de França i la Matèria de Bretanya, i amb el seu romanç amb el cavaller sarraí Ruggiero com a element bàsic de la trama, van tenir una gran influència en la cultura posterior i Bradamante es va convertir en un personatge recurrent en l'art occidental.

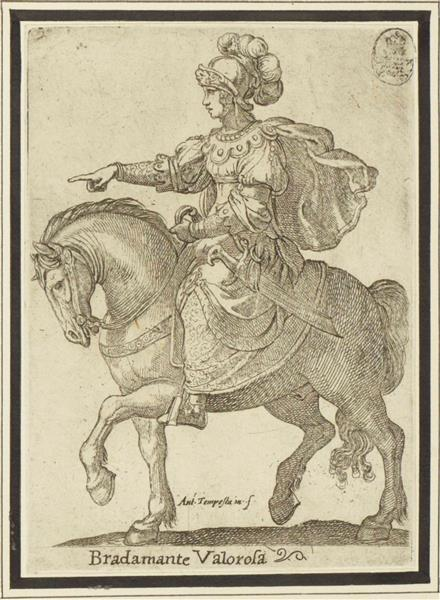
La valenta Bradamante, aiguafort d'Antonio Tempesta (1597)

Bradamante, paladina de Carlemany, s'enamora d'un guerrer sarraí anomenat Ruggiero, però es nega a casar-se amb ell si no es converteix de l'islam. Valenta i experta en combat, té una llança màgica que desarma a qui toca. Els dos amants estan separats moltes vegades durant la història, i els pares de Bradamante rebutgen el pretendent fins i tot després que Ruggiero es converteixi al cristianisme, preferint un ric noble anomenat Leo. Bradamante convenç a Carlemany de celebrar un torneig: es casarà només amb aquell que aconsegueixin resistir-la en combat des de l'alba fins al vespre, i Ruggiero supera el repte. Els descendents del seu matrimoni donen lloc a la noble Casa d'Este —panegíric d'Hipòlit d'Este.
El llegat del personatge de Bradamante es troba en diverses obres posteriors. Així, s'han escrit diverses obres epònimes sobre l'heroïna com les òperes Bradamante, de 
Pietro Paolo Bissari amb música de Francesco Cavalli posda en escena per primera vegada el 1650 al Teatre Santi Giovanni e Paolo de Venècia, Bradamante de Louis Lacoste amb llibret de Pierre-Charles Roy, presentada a l'Òpera de París el 2 de maig de 1707, Bradamante de Heinrich Joseph von Collin amb música de Johann Friedrich Reichardt presentada a Viena el 3 de febrer de 1809, Bradamante d'Eduard Tauwitz presentada per primer cop a Riga el 1844, o com a personatge a Alcina de Händel. El 1582, el dramaturg Robert Garnier va escriure la tragicomèdia Bradamante on va desenvolupar més la història d'amor entre la cavallera i Ruggiero o, més tard, es la protagonista d'Il Cavaliere inesistente (1959) d'Italo Calvino, d'entre altres novel·les. També ha estat representada al cinema, com a la pel·lícula italiana basada en les llegendes que envolten als paladins de Carlemany, I Paladini: Storia d'armi e d'amori de l'any 1983.